# العلاقات الإندونيسية الطاجيكستانية
العلاقات الإندونيسية الطاجيكستانية هي العلاقات الثنائية التي تجمع بين إندونيسيا وطاجيكستان.

## مقارنة بين البلدين
هذه مقارنة عامة ومرجعية للدولتين:
| وجه المقارنة                                              | إندونيسيا         | طاجيكستان                          |
| --------------------------------------------------------- | ----------------- | ---------------------------------- |
| المساحة (كم2)                                             | 1.90 مليون        | 143.10 ألف                         |
| عدد السكان (نسمة)                                         | 263.99 مليون      | 8.92 مليون                         |
| الكثافة السكانية (ن./كم²)                                 | 138.94            | 62.33                              |
| العاصمة                                                   | جاكرتا            | دوشنبه                             |
| اللغة الرسمية                                             | اللغة الإندونيسية | اللغة الطاجيكية                    |
| العملة                                                    | روبية إندونيسية   | ساماني طاجيكي، الروبل الطاجيكستاني |
| الناتج المحلي الإجمالي (بليون دولار)                      | 1.02 تريليون      | 7.15 مليار                         |
| الناتج المحلي الإجمالي (تعادل القوة الشرائية) بليون دولار | 2.85 تريليون      | 24.03 مليار                        |
| الناتج المحلي الإجمالي الاسمي للفرد دولار أمريكي          | 3.35 ألف          | 925                                |
| الناتج المحلي الإجمالي للفرد دولار أمريكي                 | 10.52 ألف         | 2.69 ألف                           |
| مؤشر التنمية البشرية                                      | 0.684             | 0.624                              |
| رمز المكالمات الدولي                                      | +62               | +992                               |
| رمز الإنترنت                                              | .id               | .tj                                |
| المنطقة الزمنية                                           |                   | ت ع م+05:00                        |

## منظمات دولية مشتركة
يشترك البلدان في عضوية مجموعة من المنظمات الدولية، منها:
| علم المنظمة | اسم المنظمة                        | تاريخ انضمام إندونيسيا | تاريخ انضمام طاجيكستان |
| ----------- | ---------------------------------- | ---------------------- | ---------------------- |
|             | مؤسسة التنمية الدولية              | 20 أغسطس 1968          | 4 يونيو 1993           |
|             | مؤسسة التمويل الدولية              | 23 أبريل 1968          | 2 ديسمبر 1994          |
|             | منظمة حظر الأسلحة الكيميائية       | ?                      | ?                      |
|             | الأمم المتحدة                      | 28 سبتمبر 1950         | 2 مارس 1992            |
|             | الاتحاد الدولي للاتصالات           | 1949                   | 28 أبريل 1994          |
|             | منظمة التعاون الإسلامي             | ?                      | ?                      |
|             | منظمة الشرطة الجنائية الدولية      | 5 أكتوبر 1954          | ?                      |
|             | الاتحاد البريدي العالمي            | ?                      | ?                      |
|             | البنك الدولي للإنشاء والتعمير      | 13 أبريل 1967          | 4 يونيو 1993           |
|             | وكالة ضمان الاستثمار متعدد الأطراف | 12 أبريل 1988          | 9 ديسمبر 2002          |
|             | بنك التنمية الآسيوي                | 1966                   | 1998                   |
|             | يونسكو                             | 27 مايو 1950           | 6 أبريل 1993           |
|             | الفريق المعني برصد الأرض           | ?                      | ?                      |

## وصلات خارجية
- موقع وزارة الخارجية الإندونيسية